# 埃蒙斯縣 (北達科他州)
埃蒙斯县（英語：Emmons County）是位於美國北達科他州南部的一個縣，南鄰南達科他州，西界密蘇里河。面積4,027平方公里。根據美國2000年人口普查，共有人口4,331人。縣治林頓 （Linton）。
成立於1879年2月10日，縣政府成立於1883年11月9日。縣名紀念蒸汽船經營者、商人詹姆斯·A·埃蒙斯。